# The Replacement Killers
The Replacement Killers är en film från 1998 med regi av Antoine Fuqua i hans filmdebut. Chow Yun Fat och Mira Sorvino har huvudrollerna. Detta var Chows första amerikanska film. En "Extended Edition" dvd med cirka 11 minuters extra film släpptes den 25 april, 2006.

## Handling
Filmen handlar om John Lee, som är en av de bästa lönnmördare som går att få tag på. När en polis dödar den vuxne sonen till en högt uppsatt kinesisk kriminell, Mr. Wei, kräver han hämnd. Han anställer John för att mörda polisens sjuårige son när han och fadern leker. Lee klarar inte av att utföra mordet och vet att Mr. Wei kommer bestraffa honom. Han söker då upp Meg Coburn för att hjälpa honom mot de som söker att mörda honom.